# Nicolai Stokholm
Nicolai Stokholm (ur. 1 kwietnia 1976 w Regstrup) – duński piłkarz występujący na pozycji pomocnika.

## Kariera klubowa
Stokholm seniorską karierę rozpoczynał w 1996 roku w klubie Holbæk B&I z 2. division. W 1998 roku trafił do zespołu Akademisk BK z Superligaen. W 1999 roku zdobył z nim Puchar Danii oraz Superpuchar Danii. W 2001 roku dotarł z klubem do finału Pucharu Danii, jednak Akademisk uległ tam 1:4 Silkeborgowi.
W 2003 roku Stokholm podpisał kontrakt z Odense BK, także występującym w Superligaen. Pierwszy ligowy mecz zaliczył tam 27 lipca 2003 roku przeciwko BK Frem (2:0). W 2006 roku zajął z zespołem 3. miejsce w lidze.
W tym samym roku odszedł do norweskiego Vikinga. W Tippeligaen zadebiutował 2 lipca 2006 roku w przegranym 1:3 pojedynku z Rosenborgiem. 23 lipca 2006 roku w przegranym 1:2 spotkaniu z Fredrikstadem strzelił pierwszego gola w Tippeligaen. W 2007 roku zajął z klubem 3. miejsce w tych rozgrywkach.
Na początku 2009 roku Stokholm wrócił do Danii, gdzie został graczem klubu FC Nordsjælland (Superligaen). Zadebiutował tam 1 marca 2009 roku w zremisowanym 1:1 meczu z Vejle BK. W 2010 roku zdobył z zespołem Puchar Danii. W 2014 roku zakończył karierę.

## Kariera reprezentacyjna
W reprezentacji Danii Stokholm zadebiutował 1 marca 2006 roku w wygranym 2:0 towarzyskim meczu z Izraelem.